# Salix myrsinifolia
Salix myrsinifolia là một loài thực vật có hoa trong họ Liễu. Loài này được Salisb. miêu tả khoa học đầu tiên năm 1796.

## Hình ảnh

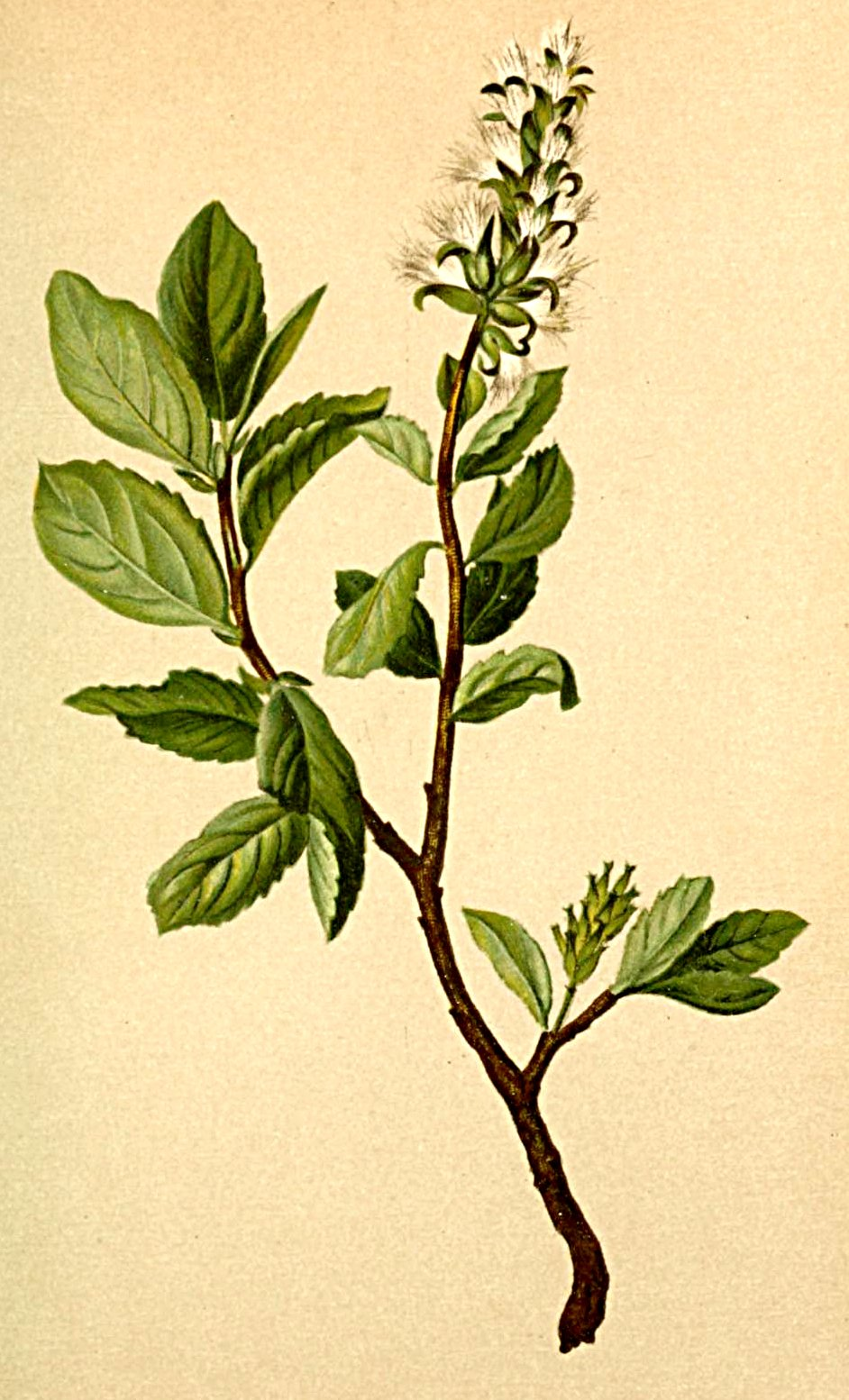
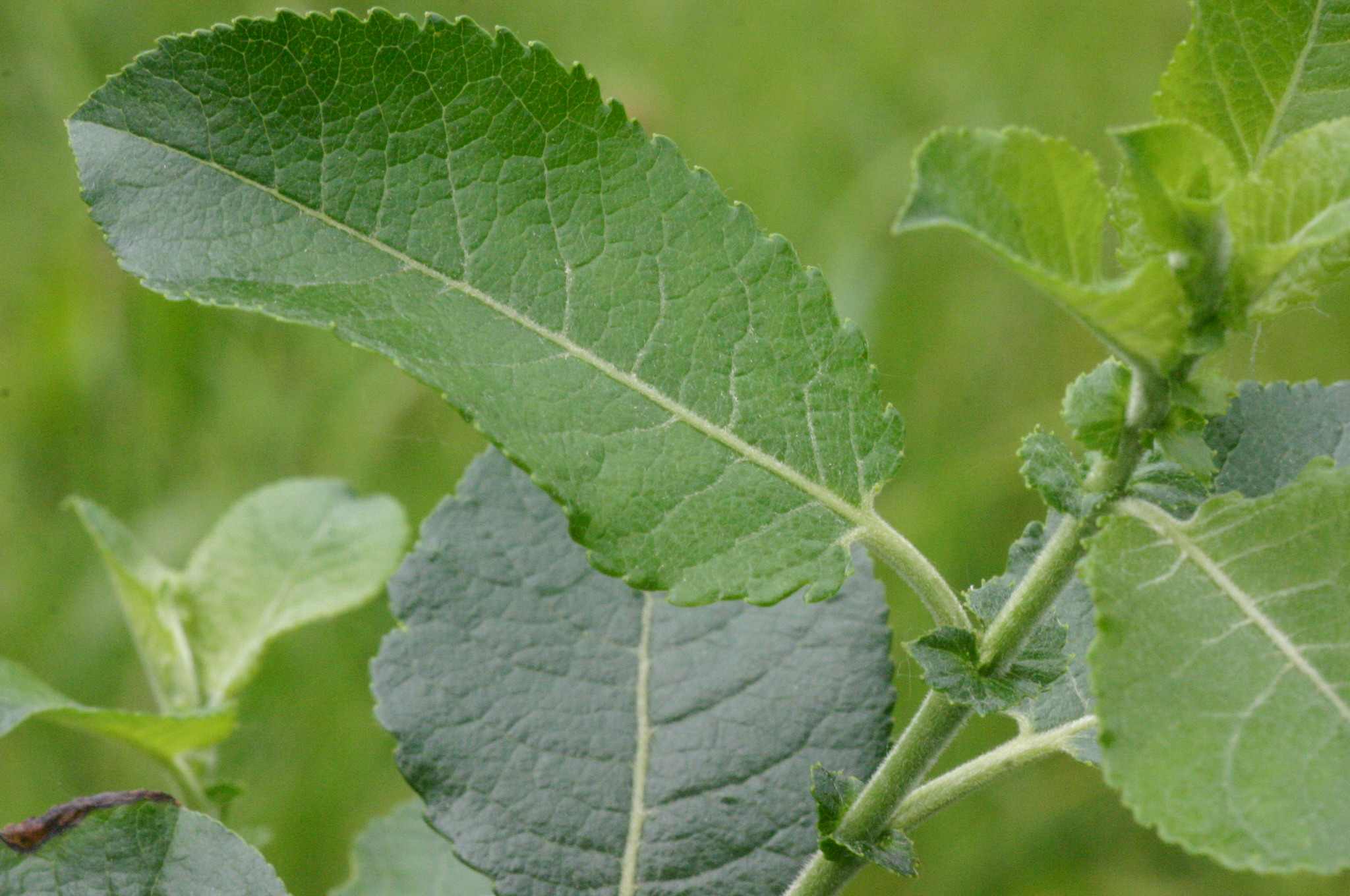
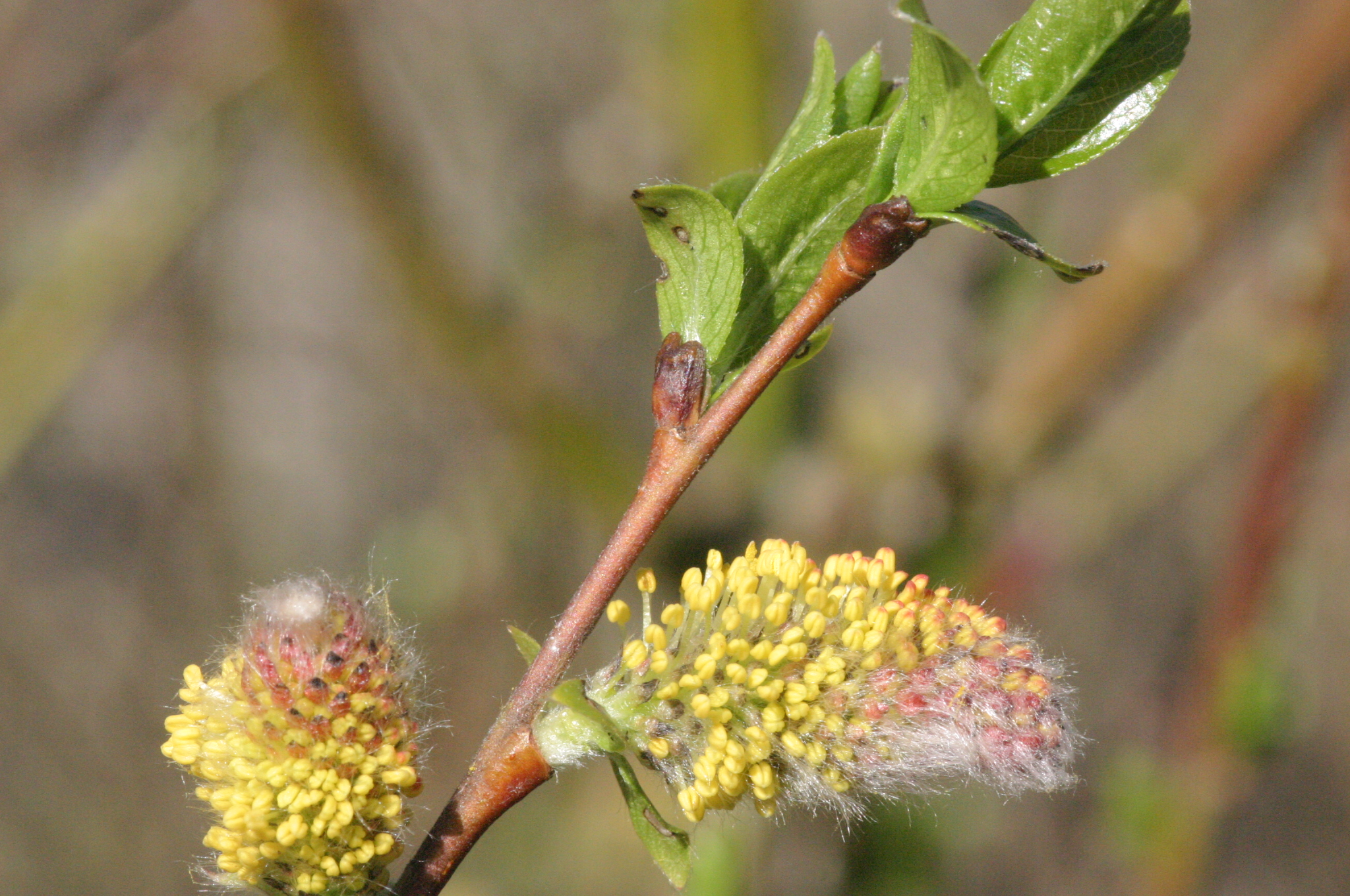
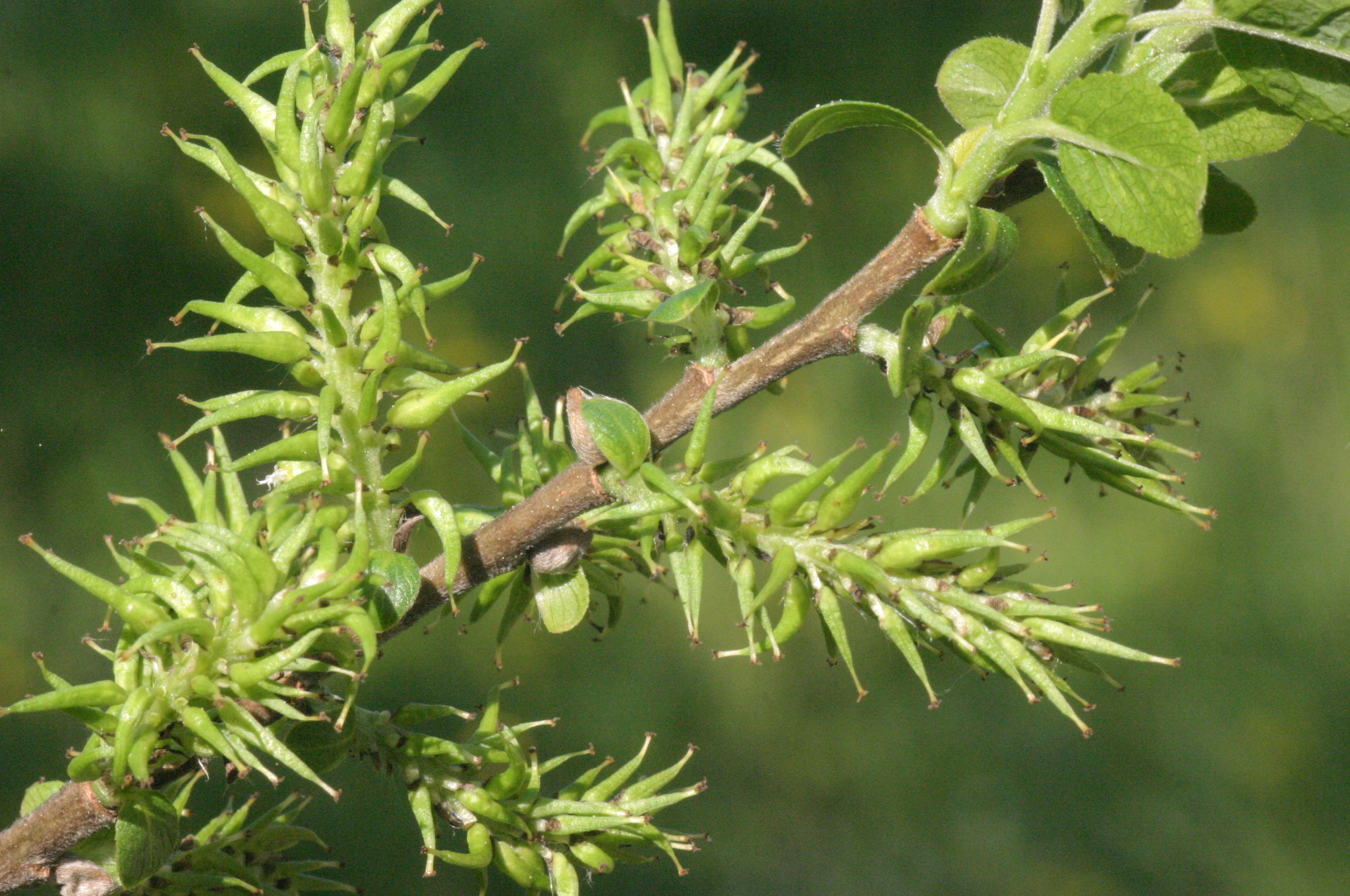